# 戴永年
戴永年（1929年2月—2022年1月27日），云南昆明人，有色金属真空冶金专家，中国工程院院士，昆明理工大学教授，真空冶金国家工程实验室主任。

## 履历
- 1951年，云南大学矿冶系毕业后留校任教。
- 1956年，由中南矿冶学院冶金系研究生班毕业后在昆明理工大学任教至今。
- 1999年，当选中国工程院院士。[2]